# Biertowice
Biertowice (prononciation : [bʲɛrtɔˈvʲit͡sɛ]) est une localité polonaise de la gmina de Sułkowice, située dans le powiat de Myślenice en voïvodie de Petite-Pologne.